# ديبورا سالم سميث
ديبورا سالم سميث (بالإنجليزية: Deborah Salem Smith)‏ هي كاتِبة وشاعرة أمريكية، ولدت في القرن العشرين.